# يوجينة تيكالية
يوجينة تيكالية (الاسم العلمي: Eugenia tikalana) هي نوع من النباتات تتبع جنس اليوجينة من فصيلة الآسية.